# Supercoppa svizzera 2019 (pallavolo femminile)
La Supercoppa svizzera 2019 si è svolta il 5 ottobre 2019: al torneo hanno partecipato due squadre di club svizzere e la vittoria finale è andata per la seconda volta consecutiva al Neuchâtel.

## Regolamento
Le squadre hanno disputato una gara unica.

## Squadre partecipanti
| Squadra             | Qualificazione                                                  | Ultima partecipazione    |
| ------------------- | --------------------------------------------------------------- | ------------------------ |
| Neuchâtel           | Vincitrice Lega Nazionale A 2018-19 / Coppa di Svizzera 2018-19 | Supercoppa svizzera 2018 |
| Sm'Aesch Pfeffingen | Finalista Coppa di Svizzera 2018-19                             | Supercoppa svizzera 2018 |

## Torneo
| 5 ottobre 2019 Arena Mobilière, Muri bei Bern Durata: ? - Spettatori: 1 040 | Neuchâtel | 3 - 2 | Sm'Aesch Pfeffingen | 25-23, 25-20, 21-25, 26-28, 15-10 |